# Sulfure de fer(II)
Pour les articles homonymes, voir Sulfure de fer.
Le sulfure de fer(II), encore appelé sulfure ferreux, est le composé chimique de formule FeS. À l'instar de l'oxyde de fer(II), c'est un composé non-stœchiométrique. Il est pyrophorique (s'enflamme spontanément dans l'air) à l'état pulvérulent.

## Différents sulfures de fer
Il existe plusieurs variétés de sulfures fer, qui diffèrent les unes des autres par leur stœchiométrie et leurs propriétés, présentant certaines analogies avec les oxydes correspondants :
- la pyrrhotite, un minéral ferromagnétique, comme le fer, de formule Fe1-xS cristallisant dans le système monoclinique.
- la troïlite, une variété stœchiométrique de pyrrhotite, de formule FeS, ayant une symétrie hexagonale
- la mackinawite, le moins stable des sulfures de fer, avec une structure en couches de formule Fe1+xS
- la pyrite et la marcassite, des minéraux diamagnétiques, qui sont des disulfures de fer(II) de formule FeS2
- la greigite, un sulfure de fer(II,III) de formule Fe3S4 analogue à la magnétite Fe3O4 quant à ses propriétés ferromagnétiques.

Le sulfure de fer(III), de formule Fe2S3, est plutôt instable et tend à se dissocier en soufre et sulfure de fer(II).

## Réactions chimiques
En laboratoire, on peut obtenir le sulfure de fer(II) en faisant réagir directement le fer et le soufre élémentaires, dans une réaction exothermique :
Fe + S → FeS
Le sulfure de fer(II) réagit avec l'acide chlorhydrique en donnant du chlorure de fer(II) et du sulfure d'hydrogène :
FeS + 2 HCl → FeCl2 + H2S

## Biochimie et biologie
En environnement hypoxique, les bactéries sulfato-réductrices peuvent dégrader la matière organique en l'oxydant à l'aide des sulfates dissous dans l'eau, ce qui libère du sulfure d'hydrogène susceptible de réagir avec les ions métalliques dissous pour produire des sulfures métalliques insolubles ; ces composés, tels que le sulfure de fer(II), sont souvent bruns ou noirs, conférant une couleur sombre à l'environnement où ils se déposent.
La présence d'un précipité noir de sulfure de fer(II) dans un milieu de culture riche en fer (agar-agar, fer et peptone) permet de repérer les microorganismes qui métabolisent la cystéine à l'aide de la cystéine désulfhydrase, une enzyme qui libère du sulfure d'hydrogène, lequel réagit avec le citrate de fer pour former du sulfure de fer(II).
La même réaction entre H2S et fer se produit lors de la cuisson des œufs durs, à l'interface entre le jaune et le blanc : le fer du jaune s'oxyde au contact du sulfure d'hydrogène libéré par la cuisson du blanc pour former une couche brunâtre de sulfure de fer(II) au contact entre les deux parties de l'œuf.